# Picard Surgelés
Picard Surgelés er en fransk "frosne-fødevarer" supermarkedskæde med 900 butikker i Frankrig. Den begyndte som Les Glacières de Fontainebleau i 1906.
De har ca. 700 forskellige produkter, hvor langt de fleste er frosne produkter, som sælges under Picard-mærket.